# Желябовское сельское поселение (Крым)
Желябовское се́льское поселе́ние (укр. Желябовське сільське поселення, крымскотат. Чая кой юрту, Çaya köy yurtu) — муниципальное образование в Нижнегорском районе Республики Крым России, в степном Крыму.
Административный центр — село Желябовка.

## История
20 августа 1921 года был образован Желябовский сельский совет.
Сельское поселение образовано в соответствии с законом Республики Крым от 5 июня 2014 года.

## Население
| 2001  | 2014  | 2015  | 2016  | 2017  | 2018  | 2019  |
| ----- | ----- | ----- | ----- | ----- | ----- | ----- |
| 3910  | ↘3244 | ↗3246 | ↘3226 | ↘3221 | ↘3172 | ↘3146 |
| 2020  | 2021  |       |       |       |       |       |
| ↗3170 | ↘2991 |       |       |       |       |       |

## Состав сельского поселения
| № | Населённый пункт | Тип населённого пункта       | Население |
| - | ---------------- | ---------------------------- | --------- |
| 1 | Желябовка        | село, административный центр | ↘2669     |
| 2 | Ломоносово       | село                         | ↘575      |